# Liste des interstates en Iowa
Les Interstates en Iowa font partie du réseau des autoroutes inter-États et sont entretenues par le Iowa Department of Transportation (Iowa DOT). Il y a quatre autoroutes principales et sept auxiliaires.

## Autoroutes principales
| Numéro | Longueur (mi) | Longueur (km) | Terminus sud / ouest                             | Terminus nord / est                                    | Créée | Notes |
| ------ | ------------- | ------------- | ------------------------------------------------ | ------------------------------------------------------ | ----- | ----- |
| I-29   | 151,94        | 244,53        | I-29 à la frontière du Missouri à Hamburg        | I-29 à la frontière du Dakota du Sud à Sioux City      | 1958  |       |
| I-35   | 218,53        | 351,69        | I-35 à la frontière du Missouri près de Lamoni   | I-35 à la frontière du Minnesota près d'Albert Lea, MN | 1958  |       |
| I-74   | 5,40          | 8,69          | I-80 à Davenport                                 | I-74 / US 6 à la frontière de l'Illinois à Bettendorf  | 1968  |       |
| I-80   | 306,39        | 493,09        | I-80 à la frontière du Nebraska à Council Bluffs | I-80 à la frontière de l'Illinois à Le Clare           | 1958  |       |
|        |               |               |                                                  |                                                        |       |       |

## Autoroutes auxiliaires
| Numéro | Longueur (mi) | Longueur (km) | Terminus sud / ouest                                          | Terminus nord / est                            | Créée | Notes                             |
| ------ | ------------- | ------------- | ------------------------------------------------------------- | ---------------------------------------------- | ----- | --------------------------------- |
| I-129  | 0,29          | 0,46          | I-129 / US 20 / US 75 à la frontière du Nebraska à Sioux City | I-29 / US 20 / US 75 à Sioux City              | 1976  |                                   |
| I-235  | 14,59         | 23,47         | I-35 / I-80 à West Des Moines                                 | I-35 / I-80 à Des Moines                       | 1961  |                                   |
| I-280  | 9,86          | 15,87         | I-80 / US 6 à Davenport                                       | I-280 à la frontière de l'Illinois à Davenport | 1973  |                                   |
| I-380  | 72,97         | 117,43        | I-80 / US 218 / Iowa 27 près de Coralville                    | US 218 à Waterloo                              | 1973  |                                   |
| I-480  | 0,88          | 1,41          | I-480 / US 6 à la frontière du Nebraska à Council Bluffs      | I-29 / US 6 à Council Bluffs                   | 1966  |                                   |
| I-680  | 3,35          | 5,40          | I-680 à la frontière du Nebraska près de Council Bluffs       | I-29 près de Crescent                          | 1966  |                                   |
| I-880  | 17,10         | 27,52         | I-29 à Loveland                                               | I-80 près de Neola                             | 2019  | A remplacé une section de l'I-680 |
|        |               |               |                                                               |                                                |       |                                   |